# Џигме Дорџи Вангчук
Џигме Дорџи Вангчук (џонгкански:, 1929 — 1972) је трећи краљ Бутана. Владао је двадесет година.

## Биографија
Почео је да отвора Бутан према спољном свету, модернизовао државу и начинио је прве кораке ка демократизацији. Након што је наследио свога оца Џигме Вангчука укинуо је феудализам и ропство и ослободио преостале кметове. Увео је неке модерне изуме као што су била возила са точковима, јер су до тада људи своје производе преносили ручно. Основао је високи суд и реорганизовао судски систем. Године 1953. основао је Народну скупштину Бутана (Tshogdu).
Током почетка његове владавине изграђен је план економског развоја. Године 1961. представљен је петогодишњи план економског развоја. Створио је први савет министара 1968. године. Бутан се 1963. прикључио Плану Коломбо. За двадесет година своје владавине изградио је 1770 km путева, број школа је порастао на сто две и основано је шест болница.
Унија суседног Тибета са Кином резултовала је да се Бутан окрене другим нацијама, нарочито Индији, што ће на крају довести до уласка у Уједињене нације 1971. године. У исто време, он је овластио Народну скупштину да може да уклони њега или било кога од његових наследника уколико оствари двотрећинску већину.
Џигме Дорџи Вангчук је доживео први срчани удар када је имао двадесет година. Често је путовао у стране земље ради лечења. На таквом једном лечењу у Најробију у Кенији 1972. године је преминуо.

## Породични живот
Џигме Дорџи Вангчук је био ожењен са краљицом Ashi Kesang Chhoedon Wangchuck. Њихов син Џигме Синге Вангчук ће га наследити и постати краљ Бутана. Имао је и четири ћерке које су се звале Ashi Sonam Choden Wangchuc, Ashi Dechen Wangmo Wangchuck, Ashi Pem Pem и Ashi Kesang Wangmo Wangchuck.

## Одликовања
- 1954 - Падма Вибушан